# Charlie Dent
Charles Wieder Dent dit Charlie Dent, né le 24 mai 1960 à Allentown (Pennsylvanie), est un homme politique américain, représentant républicain de Pennsylvanie à la Chambre des représentants des États-Unis de 2005 à 2018.

## Biographie

### Études et débuts en politique
Charlie Dent est originaire d'Allentown en Pennsylvanie. Il étudie à l'université d'État de Pennsylvanie puis à l'université Lehigh où il obtient un MPA en 1993.
Il siège à la Chambre des représentants de Pennsylvanie de 1991 à 1998 puis au Sénat de Pennsylvanie à partir de 1999.

### Représentant des États-Unis
En 2004, le représentant républicain du 15e district de Pennsylvanie Pat Toomey quitte son siège pour se présenter au Sénat face à Arlen Specter. Dent se présente à sa succession dans cette circonscription autour d'Allentown et Bethlehem. Il remporte l'élection avec 58,6 % des voix face au démocrate Joe Driscoll. Il est l'un des rares républicains à siéger dans un district remporté par John Kerry en 2004.
Charlie Dent est par la suite réélu en 2006 (53,6 %), 2008 (58,6 %) et 2010 (53,5 %). Le district a pourtant donné 13 points d'avance à Barack Obama en 2008.
Son district est redécoupé pour les élections de 2012 et devient plus favorable aux républicains. Dent est réélu avec 56,8 % des voix, tandis que Mitt Romney remporte le district de peu avec 51 % des suffrages. Lors des élections de 2014, il est élu pour un nouveau mandat avec 100 % des suffrages, sans opposant. Durant le 114e congrès, il préside le comité sur l'éthique de la Chambre des représentants.
Il est facilement réélu lors des élections de 2016, avec 20 points d'avance sur son adversaire démocrate. L'année suivante, alors qu'il est attaqué sur sa droite pour son manque de soutien au président Donald Trump, Dent annonce qu'il ne sera pas candidat lors des prochaines élections. Il démissionne de son mandat au printemps 2018. La démocrate Susan Wild lui succède dans un district redécoupé.

## Positions politiques
Charlie Dent est un républicain modéré, critique du manque de pragmatisme de l'aile droite du parti. Il est conservateur sur les questions économiques et modéré sur les questions de société. En 2013, il se décrit comme « un candidat de centre droit dans un district de centre droit dans un pays de centre droit ». À la Chambre des représentants, il codirige le Tuesday Group, qui rassemble les républicains modérés.
Il s'oppose à l'arrêt des activités gouvernementales de 2013 et à l'abrogation de l'Obamacare proposée par les républicains en 2017. Sur les questions de société, il souhaite l'interdiction de la discrimination envers les personnes LGBT et soutient le mariage homosexuel depuis 2014.
Il apporte son soutien à John Kasich lors des primaires présidentielles de 2016. En août 2016, il annonce qu'il ne peut pas soutenir Donald Trump en novembre, tout en excluant de voter pour Hillary Clinton[réf. souhaitée].